# 江柄子裕樹
江柄子 裕樹（えがらし ゆうき、1986年11月14日 - ）は、東京都渋谷区出身の元プロ野球選手（投手）、野球指導者。

## 経歴

### プロ入り前
渋谷区立原宿外苑中学校では、城南ドリームボーイズに所属。
その後、茨城県のつくば秀英高等学校に進学。当時の監督は阿井英二郎であった。1年時からエースとなり、2年時の春には県大会ベスト8に進出。しかし、3年時の夏は茨城県予選2回戦で水戸工業高校に敗退、甲子園出場は果たせなかった。2年下に山田大樹がいる。
高校卒業後は、明治大学に進学。硬式野球部では下級生時代は、層の厚い投手陣の中で目立った存在ではなかった。4年時の春になって、初めてリーグ戦で登板を果たす。開幕カードの東京大学2回戦に先発すると、5回を3安打2失点で降板し勝ち星は付かなかった。続く慶應義塾大学3回戦で7回を無失点に封じリーグ戦初勝利を収めた。春は先発の2番手として3勝を挙げ同校の優勝に貢献したが、秋は右肘痛の影響もあり未勝利に終わった。4年時は同期の岩田慎司がエースであった。
大学卒業後は東芝に入社。野球部では1年目の2009年春から公式戦に登板。第80回都市対抗野球大会では、準々決勝のホンダ戦で救援登板を果たした。2年目の2010年は、登板数は増やしたが同年の第81回都市対抗野球大会や第37回社会人野球日本選手権大会での登板は無かった。3年目の2011年は、食事など生活面も見直して野球に取り組み、第66回JABA東京スポニチ大会のNTT西日本戦では、6回を投げ切った場面で降板となったが最速150km/hを記録する。第82回都市対抗野球大会では、2回戦の日本生命戦で救援登板し、2回1/3を1失点だった。
2011年10月27日、プロ野球ドラフト会議で読売ジャイアンツから6位指名を受けた。

### プロ入り後
2012年6月2日の対オリックス・バファローズ戦でプロ初登板。8月22日の対東京ヤクルトスワローズ戦でプロ初先発し、4回途中を2失点だった。オフにはプエルトリコ・ウインターリーグに一岡竜司（怪我のため、途中で土田瑞起に交代）とともに派遣され、7試合に先発登板し、1勝3敗、防御率3.56を記録した。
2013年8月8日の対横浜DeNAベイスターズ戦で、同点の8回裏一死三塁の場面から中継ぎ登板。勝ち越し適時打を含む2安打を許すが2/3回を無失点に抑えた。その後9回表に味方が逆転したため、プロ初勝利を挙げた。
2014年、シーズン中盤から一軍に定着し主に中継ぎで19試合に登板。8月17日の広島戦ではローテーションの谷間で約2年ぶりに先発し3回1失点で降板した。8月31日の横浜DeNA戦では桑原将志へのストレートが頭部に直撃し危険球で退場となった。二軍では6月18日の対西武戦で先発し被安打1、10奪三振無四球の「準完全試合」を達成している。オフの10月21日に、「日本プロ野球80周年記念試合」の阪神・巨人連合チームに選出されたことが発表された。
2015年、二軍では安定した成績を納めていたものの、一軍の投手陣は少数精鋭で中継ぎ陣もシーズン後半戦以降ほぼ固定されたこともあり、プロ入り後初めて一軍出場なしに終わった。
2016年、二軍では先発のエースとしてチームトップでリーグ二位の9勝を挙げ防御率と勝率ではリーグトップを記録したもの、一軍では二年ぶりに一軍登板したが二試合の先発登板では両試合とも5回持たずに降板し勝利は挙げられなかった。
2017年、一軍では2試合の出場に終わり二軍でも登板数は少なく終わった。10月4日、球団から戦力外通告を受けた。12月2日付で、自由契約選手として公示された。

### 現役引退後
引退後の2018年8月にアパグループに入社。その後は個人でアカデミーを開いた。
2020年3月2日からは株式会社Viibarの運営する動画配信者マネジメントプロダクション「ビーバー」の初代メンバーの一人として、ライブコミュニケーションアプリ「Pococha」での配信活動も行っていた。
2021年3月より、大阪観光大学硬式野球部のコーチに就任。その後、2022年10月時点では、社会人野球クラブチームのJFFシステムズで投手コーチを務めている。

## 選手としての特徴・人物
最速150km/hのストレートと、武器であるシュートに加えスライダー・カットボール、カーブ、フォークなども投げる。
芸人の江頭2:50にかけて“エガラシ2:50”とも呼ばれた。
「江柄子」は全国におよそ10人しかいない珍しい名字で、もともと「江柄」という姓の分家として「子」が付いたとみられ、発祥は現在の岩手県にあたる陸中国紫波郡江柄村といわれる。2015年に現役選手を対象にした「珍しい名字のプロ野球選手30」で1位に選ばれた。

## 詳細情報

### 年度別投手成績
| 年 度    | 球 団    | 登 板 | 先 発 | 完 投 | 完 封 | 無 四 球 | 勝 利 | 敗 戦 | セ 丨 ブ | ホ 丨 ル ド | 勝 率 | 打 者 | 投 球 回 | 被 安 打 | 被 本 塁 打 | 与 四 球 | 敬 遠 | 与 死 球 | 奪 三 振 | 暴 投 | ボ 丨 ク | 失 点 | 自 責 点 | 防 御 率 | W H I P |
| -------- | -------- | ----- | ----- | ----- | ----- | -------- | ----- | ----- | -------- | ----------- | ----- | ----- | -------- | -------- | ----------- | -------- | ----- | -------- | -------- | ----- | -------- | ----- | -------- | -------- | ------- |
| 2012     | 巨人     | 7     | 3     | 0     | 0     | 0        | 0     | 2     | 0        | 0           | .000  | 65    | 14.2     | 12       | 2           | 7        | 0     | 1        | 14       | 0     | 0        | 7     | 4        | 2.45     | 1.30    |
| 2013     | 巨人     | 4     | 0     | 0     | 0     | 0        | 1     | 0     | 0        | 0           | 1.000 | 19    | 4.0      | 7        | 0           | 0        | 0     | 0        | 2        | 0     | 0        | 2     | 2        | 4.50     | 1.75    |
| 2014     | 巨人     | 19    | 2     | 0     | 0     | 0        | 0     | 2     | 0        | 0           | .000  | 119   | 29.0     | 28       | 1           | 9        | 0     | 1        | 15       | 1     | 1        | 9     | 9        | 2.79     | 1.28    |
| 2016     | 巨人     | 2     | 2     | 0     | 0     | 0        | 0     | 1     | 0        | 0           | .000  | 47    | 8.2      | 14       | 0           | 7        | 0     | 0        | 4        | 0     | 0        | 8     | 7        | 7.27     | 2.42    |
| 2017     | 巨人     | 2     | 0     | 0     | 0     | 0        | 0     | 0     | 0        | 0           | ----  | 14    | 3.0      | 5        | 2           | 0        | 0     | 0        | 2        | 0     | 0        | 5     | 5        | 15.00    | 1.67    |
| NPB：5年 | NPB：5年 | 34    | 7     | 0     | 0     | 0        | 1     | 5     | 0        | 0           | .167  | 264   | 59.1     | 66       | 5           | 23       | 0     | 2        | 37       | 1     | 1        | 31    | 27       | 4.10     | 1.50    |

### 記録
投手記録
- 初登板：2012年6月2日、対オリックス・バファローズ3回戦（京セラドーム大阪）、8回裏に4番手で救援登板・完了、1回無失点3奪三振
- 初奪三振：同上、8回裏に日高剛から空振り三振
- 初先発：2012年8月22日、対東京ヤクルトスワローズ16回戦（明治神宮野球場）、3回2失点で勝敗つかず
- 初勝利：2013年8月8日、対横浜DeNAベイスターズ14回戦（横浜スタジアム）、8回裏一死に5番手で救援登板、2/3回を無失点

打撃記録
- 初安打：2014年8月17日、対広島東洋カープ17回戦（MAZDA Zoom-Zoom スタジアム広島）、2回表に福井優也から中前安打

### 背番号
- 62（2012年 - 2017年）